# (1507) Vaasa
(1507) Vaasa est un astéroïde de la ceinture principale.

## Description
(1507) Vaasa est un astéroïde de la ceinture principale. Il fut découvert le 12 septembre 1939 à Turku par Liisi Oterma. Il présente une orbite caractérisée par un demi-grand axe de 2,33 UA, une excentricité de 0,24 et une inclinaison de 9,2° par rapport à l'écliptique.

## Compléments